# غار شگفتی
غار شگفتی مربوط به هزاره اول قبل از میلاد - دوران‌های تاریخی پس از اسلام است و در شهرستان خوی، بخش مرکزی، روستای شگفتی واقع شده و این اثر در تاریخ ۱۰ خرداد ۱۳۸۲ با شمارهٔ ثبت ۸۷۶۹ به‌عنوان یکی از آثار ملی ایران به ثبت رسیده‌است.